# 554 v. Chr.
Portal Geschichte | Portal Biografien | Aktuelle Ereignisse | Jahreskalender | Tagesartikel

◄ |
7. Jahrhundert v. Chr. |
6. Jahrhundert v. Chr. |
5. Jahrhundert v. Chr. |
►

◄ | 570er v. Chr. | 560er v. Chr. | 550er v. Chr. | 540er v. Chr. |
530er v. Chr. |
►

◄◄ | ◄ | 557 v. Chr. | 556 v. Chr. | 555 v. Chr. | 554 v. Chr. |
553 v. Chr. |
552 v. Chr. |
551 v. Chr. |
► |
►►

## Ereignisse
- In seinem ersten Regierungsjahr (555 bis 554 v. Chr.) lässt der babylonische König Nabonid den Schaltmonat Addaru II ausrufen, der am 13. März beginnt.[1]
- Im babylonischen Kalender fällt das babylonische Neujahr des 1. Nisannu auf den 11.–12. April[1], der Vollmond im Nisannu auf den 26.–27. April[1] und der 1. Tašritu auf den 6.–7. Oktober[1].[2]